# コーン・セルマー

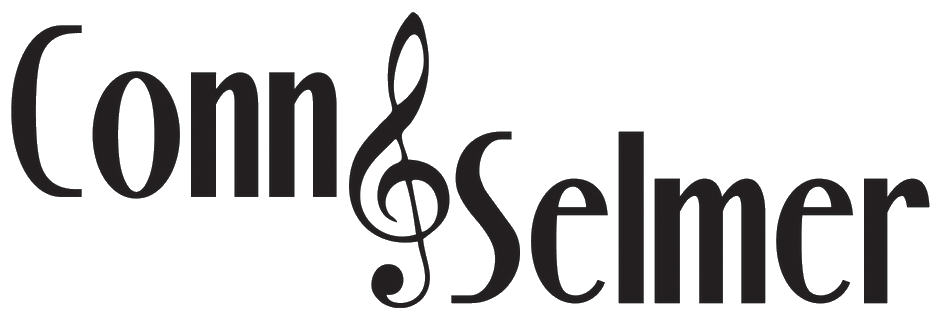

コーン・セルマー (Conn-Selmer, Inc.) は、アメリカ合衆国を本拠地とする、総合楽器メーカー及び、販売代理業者である。2003年にスタインウェイ・ミュージカル・インスツルメンツ (Steinway Musical Instruments, Inc.) 内のブランドが再編されて発足した。
セルマー (The Selmer Company) 及び統合前のセルマー・インダストリーズ (Selmer Industries) についてはセルマーを参照。

## 沿革
- 1995年5月、セルマー (The Selmer Company) 等のブランドを持つセルマー・インダストリーズ (Selmer Industries) がスタインウェイ・アンド・サンズの親会社に相当するSteinway Musical Propertiesを買収。
- 1996年8月、スタインウェイ・ミュージカル・インスツルメンツ (Steinway Musical Instruments) として発足。
- 1997年1月、フルートメーカーのエマーソン (Emerson) を買収。
- 2000年9月、スタインウェイ・ミュージカル・インスツルメンツがC.G. コーンを含むユナイテッド・ミュージカル・インスツルメンツ (United Musical Instruments, Inc.) を買収。
- 2003年1月、グループ内ブランドを再編し、コーン・セルマー (Conn-Selmer, Inc.) として発足する。
- 2004年8月、ルブラン (Leblanc) グループを買収する。

## ブランド

### セルマー・インダストリーズより
- ヴィンセント・バック (Vincent Bach) -（金管楽器）
- エマーソン (Emerson) -（フルート）
- グラーゼル (Glaesel) -（ヴァイオリン、ヴィオラ、チェロ、コントラバス）
- ラディック・ムッサー (Ludwig-Musser) -（打楽器）
- セルマー (Selmer) -（サクソフォーン、クラリネット、オーボエ、ファゴット、フルート）
- William Lewis & Son -（ヴァイオリン、ヴィオラ、チェロ、コントラバス)
- ヘンリー・セルマー・パリ (Henri Selmer Paris) - 北米地域における代理販売

### ユナイテッド・ミュージカル・インスツルメンツより
- アームストロング (Armstrong) -（フルート、ピッコロ、クラリネット）
- アトレー (Artley) - （クラリネット、オーボエ、ファゴット）
- ベンジ (Benge) -（金管楽器）
- C.G. コーン (C.G. Conn)
- キング (King) -（金管楽器）
- Scherl & Roth -（ヴァイオリン、ヴィオラ、チェロ、コントラバス）

### ルブランより
- ルブラン (Leblanc) -（クラリネット）
  - Noblet
  - Vito
- ホルトン (Holton) -（金管楽器）
- マーチン (Martin) -（トランペット）
- ヤナギサワ - 北米地域における代理販売

### 新規ブランド
- アヴァンティ (Avanti) -（フルート、Bickford Brannen（ブランネン・ブラザーズの創設者）による設計）